# Missael Espinoza
Missael Espinoza (12 d'abril de 1965) és un exfutbolista mexicà.

## Selecció de Mèxic
Va formar part de l'equip mexicà a la Copa del Món de 1994.